# Gadi Taub

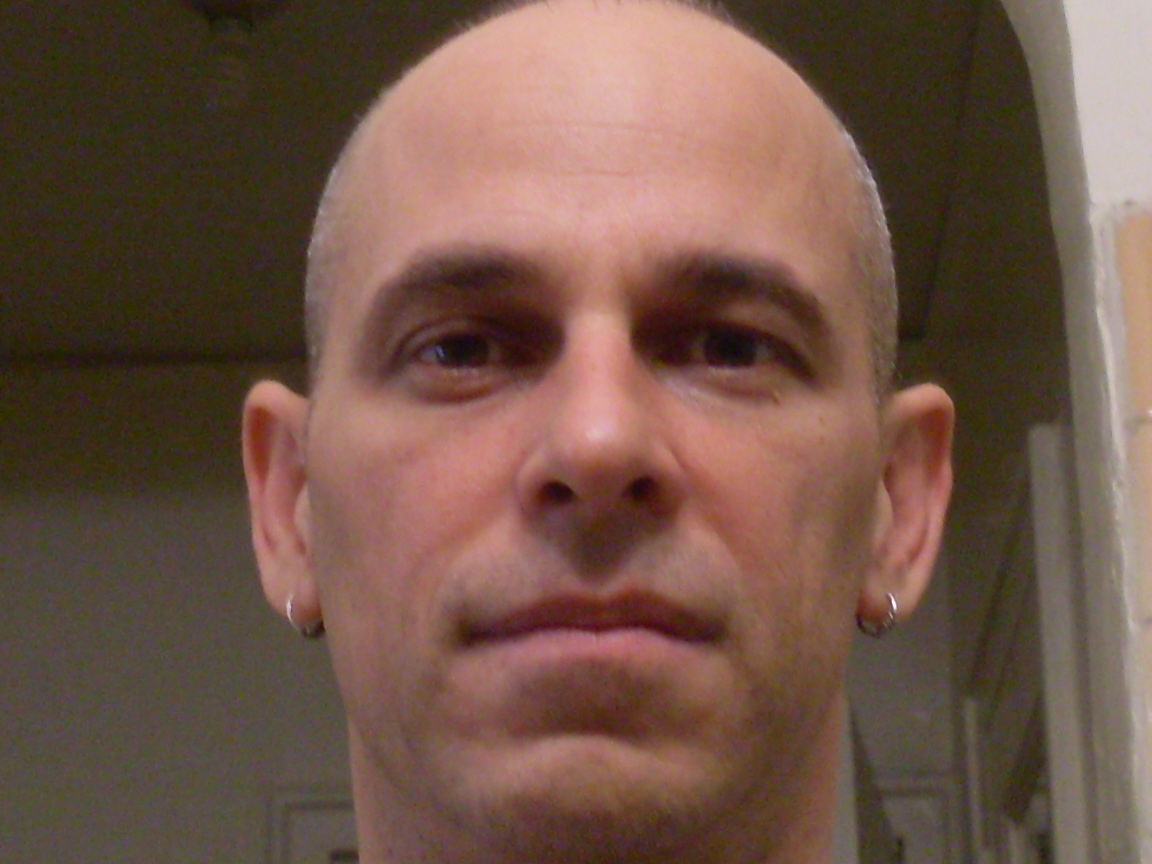
Gadi Taub (2009)

Gadi Taub (hebr. גדי טאוב (ur. 1965 w Jerozolimie) – izraelski pisarz.
Ukończył studia historyczne na Uniwersytecie Telawiwskim, tytuł doktorski z dziedziny historii Stanów Zjednoczonych otrzymał z Rutgers University. Pracuje jako wykładowca w Departamencie Komunikacji Uniwersytetu Hebrajskiego w Jerozolimie.
W Izraelu znany jest jako autor wielu książek dla dzieci, gospodarz weekendowego programu w Radiu Kol Israel, nocnego programu w radiostacji Galej Cahal oraz telewizyjnych programów publicystycznych i dla dzieci w Kanale 10.

## Nagrody
- Ze`ev Prize (Izrael)
- Złota Nagroda Związku Wydawców (Izrael)

## Twórczość

### Literatura dziecięca
- 1990 Rzeczy, których nie pokazuję (hebr. Dwarim Sze-Ani Lo Megale)
- 1992 Rzeczy, których nie pokazuję Jaeli (hebr. Dwarim Sze-Ani Lo Megale Le-Jael)
- 2003 Żyrafa, która uwielbiała użalać się nad sobą (hebr. Ha-Dżiraf Sze-Ahaw Lerachem Al Ecmo)
- 2007 Lew, który myślał, że jest tchórzem (hebr. Ha-Arie Sze-Chaszaw Sze-Hu Pachdan)

### Publikacje naukowe
- 2010 The Settlers and the Struggle Over the Meaning of Zionism, opracowanie wydane przez Yale University Press, dotyczące ruchów osadniczych i ich pozycji wobec myśli syjonistycznej.

### Beletrystyka
- 1992 Co by było, gdybyśmy zapomnieli Miśka (hebr. Ma Haja Kore Im Hainu Szochachim Et Dow), zbiór opowiadań
- 2009 Ulica Allenby (hebr. Alenbi), powieść opisująca życie nocne Tel Awiwu